# Himmerland Golf & Spa Resort
Himmerland Golf & Spa Resort er et hotel- og golfanlæg, beliggende umiddelbart nord for Sjørup Sø ved landsbyen Gatten i Vesthimmerlands Kommune. Med sine to 18-hullers golfbaner samt 6-huls Pay & Play bane er Himmerland Golf & Spa Resort Nordeuropas største golfresort. Siden 2014 er PGA European Tour-turneringen Made in Denmark blevet afholdt her.
Udover golfbanerne har centeret 80 hotelværelser med 200 senge, og familie og feriehuse, ligesom der blandt andet findes bowlingcenter og Spa og Wellness.